# Polinices
Polinices is een geslacht van weekdieren uit de klasse van de Gastropoda (slakken).

## Soorten
- Polinices albumen (Linnaeus, 1758)
- Polinices alveatus (Troschel, 1852)
- Polinices amiculatus (Philippi, 1849)
- Polinices aurantius (Röding, 1798)
- Polinices bifasciatus (Gray in Griffith & Pidgeon, 1833)
- Polinices candidissimus (Le Guillou, 1842)
- Polinices chattonensis (Marwick, 1924) †
- Polinices citrinus (Philippi, 1851)
- Polinices cleistopsila Barnard, 1963
- Polinices constanti Huelsken & Hollmann, 2012
- Polinices cora (d'Orbigny, 1840)
- Polinices cumingianus (Récluz, 1844)
- Polinices flemingianus (Récluz, 1844)
- Polinices grunerianus (Philippi, 1852)
- Polinices hacketti Marincovich, 1975
- Polinices hepaticus (Röding, 1798)
- Polinices huttoni Ihering, 1907 †
- Polinices immaculatus (Totten, 1835)
- Polinices intemeratus (Philippi, 1853)
- Polinices intracrassus Finlay, 1924 †
- Polinices jukesii (Reeve, 1855)
- Polinices lacteus (Guilding, 1834)
- Polinices laxus (Finlay, 1926) †
- Polinices leptaleus (Watson, 1881)
- Polinices limi Pilsbry, 1931
- Polinices lobatus (Marwick, 1924) †
- Polinices mackayi Marwick, 1931 †
- Polinices mammilla (Linnaeus, 1758)
- Polinices mediopacificus Kosuge, 1979
- Polinices mellosus (Hedley, 1924)
- Polinices mucronatus (Marwick, 1924) †
- Polinices oneroaensis Powell & Bartrum, 1929 †
- Polinices otaioensis Marwick, 1960 †
- Polinices otis (Broderip & G. B. Sowerby I, 1829)
- Polinices paciae Bozzetti, 1997
- Polinices panamaensis (Récluz, 1844)
- Polinices parki Finlay & Marwick, 1937 †
- Polinices parvulus Bozzetti, 2010
- Polinices perspicuus (Récluz, 1850)
- Polinices peselephanti (Link, 1807)
- Polinices powisianus (Récluz, 1844)
- Polinices propeovatus (Marwick, 1924) †
- Polinices psilus (Watson, 1886)
- Polinices putealis Garrard, 1961
- Polinices sagamiensis Pilsbry, 1904
- Polinices sagenus Suter, 1917 †
- Polinices tawhitirahia Powell, 1965
- Polinices uber (Valenciennes, 1832)
- Polinices uberinus (d'Orbigny, 1842)
- Polinices unisulcatus (Marwick, 1924) †
- Polinices vavaosi (Reeve, 1855)
- Polinices vestitus Kuroda, 1961
- Polinices waipaensis (Marwick, 1924) †
- Polinices waipipiensis (Marwick, 1924) †